# Memoirs of the Author of A Vindication of the Rights of Woman

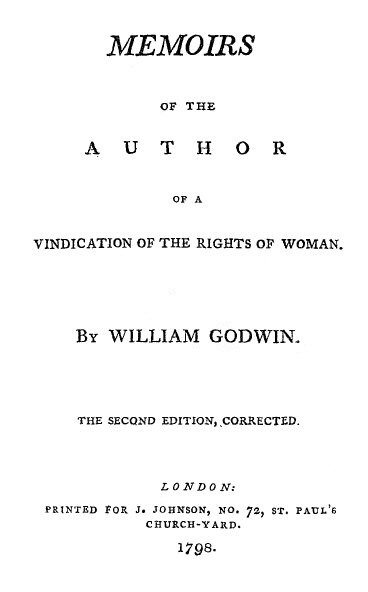
Página de título segunda edição revisada de Memoirs

Memoirs of the A Vindication of the Rights of Woman (Memórias da Autora de Uma Revindicação dos Direitos da Mulher) (1798) é uma biografia de  William Godwin sobre sua esposa Mary Wollstonecraft, autora de A Vindication of the Rights of Woman (1792).
Godwin sentiu que era seu dever editar e publicar as obras inacabadas de Wollstonecraft depois de sua morte. Uma semana depois de seu funeral, ele começou este projeto e um livro de memórias de sua vida. A fim de preparar-se para escrever a biografia, ele releu todos os seus trabalhos, falou com seus amigos, e ordenado e numerados suas correspondências. Depois de quatro meses de trabalho duro, ele tinha concluído os dois projetos. De acordo com William St Clair, que escreveu uma biografia dos Godwins e Shelley, Wollstonecraft foi tão famosa por este tempo que Godwin não menciona seu nome no título do livro de memórias.
Publicado em janeiro de 1798, Godwin conta a vida de Wollstonecraft como envolta em tristeza e, inspirado pela biografia de Jean-Jacques Rousseau, Confissões, excepcionalmente franca para o seu tempo. Ele não hesitou em apresentar todos os aspectos da vida de Wollstonecraft, que para a sociedade britânica do final do século xix, as julgou imorais ou de mau gosto, como sua estreita amizade com uma mulher, seus amores, sua filha ilegítima, suas tentativas de suicídio e sua morte agonizante. No "Prefácio", ele explica as razões.
A abertura de Godwin não foi sempre apreciado pelas pessoas que ele nomeou ou pelas irmãs de Wollstonecraft. Everina e Eliza dirigiam uma escola na Irlanda e elas perderam alunos como resultado das Memórias.
Joseph Johnson, amigo de longa data de Wollstonecraft e o editor do livro, tentou dissuadir Godwin a incluir detalhes explícitos sobre sua vida, mas ele se recusou. No entanto, o livro foi muito criticado, e ee foi forçado a rever para uma segunda edição em agosto do mesmo ano. Raramente publicado no século xix e com moderação até hoje, Memórias é mais frequentemente visto como uma fonte para obter informações sobre Wollstonecraft. No entanto, com o aumento do interesse na biografia e autobiografia como importantes gêneros em si mesmos, os estudiosos estão cada vez mais estudando-a.
Claudia Johnson escreveu que "as Memórias de Godwin pareceu praticamente comemorar as tendencias suicidas de Wollstonecraft como, de algum modo, apropriado para sua heroína requintada de sensibilidade".
O  Anti-Jacobin Review and Magazine atacou o livro, escrevendo que "se não mostrará o que é sábio a seguir, é melhor evitar. Ele ilustra tanto os sentimentos e a conduta resultante de tais princípios como os da Sra Wollstonecroft  [sic] e Mr. Godwin. Ele também, em algum grau, nos conta para a formação de tais teorias visionárias e perniciosas doutrinas." A resenha crítica todos os aspectos da vida de Wollstonecraft, a partir de seus esforços para cuidar de Fanny Blood, seu amigo pessoal, em seus escritos. Os seus dois Vindications também foram atacados, em particular, por sua "extravagância" e falta de lógica.  A revista afirma que "os sentimentos morais e a conduta moral da Sra. Wollstonecroft  [sic], resultando a partir de seus princípios e teorias, exemplificar e ilustrar a MORALIDADE JACOBINA" e alerta os pais a educar os filhos usando os seus conselhos.